# Jan Březina (politik)
Jan Březina (* 14. dubna 1954 Konice) je český nestranický politik, v letech 2004-2014 poslanec Evropského parlamentu, dvakrát zvolený na kandidátce KDU-ČSL, jejímž členem byl v období 1990–2012. V únoru 2012 vystoupil z řad KDU-ČSL.

## Biografie
Jan Březina vystudoval Vysokou školu báňskou a posléze pracoval jako geolog. V roce 1997 se stal přednostou okresního úřadu v Olomouci a v letech 2000 až 2004 byl na kandidátce KDU-ČSL zvolen do zastupitelstva Olomouckého kraje a stal se hejtmanem.

### Kandidatury do Evropského parlamentu (2004, 2009)
Ve volbách v roce 2004 byl zvolen poslancem Evropského parlamentu, ve kterém působil ve Výboru pro průmysl, výzkum a energetiku (ITRE). V červnu 2009 svůj mandát obhájil na dalších 5 let a působil ve stejném výboru. V roce 2014 již nekandidoval.

### Hodnocení europoslance J. Březiny (dle think-tanku Evropské hodnoty)
Dle vydané zprávy výše uvedeného think-tanku, která se vztahuje na období před následujícími volbami do Evropského parlamentu (2014) vyplývá následující:
1. Docházka - obsadil 8. místo z celkových 22 českých europoslanců,
2. Účast na jmenovitých hlasování českých europoslanců - obsadil 2. místo z celkových 22 českých europoslanců,
3. Zprávy předložené zpravodajem českými europoslanci - obsadil 3. místo z celkových 22 českých europoslanců,
4. Stanoviska předložená českými europoslanci - obsadil 11.-15. místo z celkových 22 českých europoslanců,
5. Pozměňovací návrhy českých europoslanců - obsadil 5. místo z celkových 22 českých europoslanců,
6. Parlamentní otázky českých europoslanců - obsadil 1. místo z celkových 22 českých europoslanců,
7. Písemná prohlášení českých europoslanců - obsadil 6.-22. místo z celkových 22 českých europoslanců,
8. Návrhy usnesení českých europoslanců - obsadil 12.-13. místo z celkových 22 českých europoslanců,
9. Vystoupení na plenárním zasedání českých europoslanců - obsadil 3. místo z celkových 22 českých europoslanců.

### Komunální volby 2014 a 2018
V komunálních volbách v letech 2014 a 2018 obhájil post zastupitele města Uničova, když úspěšně kandidoval jako nestraník za KDU-ČSL.